# アラエル
アラエル (Arael) は、鳥を司る天使の1人である。
天使アリエル (Ariel) の別名ともされる。